# Ferdinand Lot
Ferdinand Lot (Le Plessis-Robinson, 20 settembre 1866 – Fontenay-aux-Roses, 20 luglio 1952) è stato un medievista francese.

## Gioventù
Nacque a Plessis-Piquet (ora Le Plessis-Robinson), aveva appena compiuto sei anni quando suo padre morì, il 29 novembre 1872. Dopo questa morte, sua madre si stabilì a Parigi e il giovane vi trascorse tutti gli anni della sua istruzione. Fu studente al college Saint-Barbe-des-Champs e poi dall'ottobre 1879 al liceo Louis-le-Grand . Conseguì il baccalaureato, menzione di filosofia, nell'agosto del 1885.
Era pronipote del generale Michel Ordener, sepolto nel Panthéon di Parigi.

## Studi superiori
Si classificò terzo al concorso dell'École des chartes nell'ottobre 1886. All'École des chartes incontrò un professore destinato ad esercitare su di lui un'influenza decisiva, Arthur Giry. Il 27 gennaio 1890 Lot sostenne la propria tesi, dedicata agli Ultimi Carolingi (Derniers Carolingiens): Luigi V, Lotario IV e Carlo I di Lorean). La tesi fu giudicata la migliore della sua classe e venne pubblicata nella Bibliothèque de l'École pratique des hautes études nel 1891, e vinse il secondo Prix Gobert dell'Académie des inscriptions et belles-lettres nel 1892.
Il 26 aprile 1904 Lot sostenne, davanti alla Facoltà di Lettere di Nancy, una tesi dedicata a Ugo Capeto, accompagnata da una tesi complementare intitolata Fidèles ou vassaux, dedicata ai rapporti tra il re e i grandi signori alla fine del X secolo.

## Carriera universitaria

### Archivista-paleografo
Fu nominato archivista-paleografo con decreto ministeriale del 5 febbraio 1890. Fu assegnato alla biblioteca dell'Università di Parigi dove, dopo un tirocinio triennale non retribuito, fu nominato assistente bibliotecario il 17 luglio 1893. Trascorse dieci anni nella biblioteca della Sorbona. Parallelamente alla sua attività di bibliotecario, apprese le lingue celtiche seguendo corsi al Collège de France e all'École Pratique des Hautes Etudes, che fecero dire al suo superiore, Chantepie, al momento del suo incarico, "Non sono lontano dal credere che tenderà sempre più al lavoro personale che alla pratica". Gli anni trascorsi alla Biblioteca della Sorbona permisero a Lot di stringere legami con noti storici del suo tempo come Charles Seignobos e Charles-Victor Langlois. Nel 1899, la morte di Giry interruppe il piano di carriera di Ferdinand Lot. In effetti, sul letto di morte, Giry aveva designato Lot come il discepolo più capace di subentrargli all'École Pratique des Hautes Etudes. In accordo con questo desiderio, Lot fu chiamato a sostituire il suo maestro e divenne docente presso l'École pratique des hautes études, il 12 gennaio 1900.

### Insegnante di storia medievale
Nel gennaio 1900, succedette ad Arthur Giry all'École pratique des hautes études. Nel settembre 1909 ebbe la nomina di docente presso la Facoltà di Lettere di Parigi. Nel 1920 divenne professore ordinario in una cattedra di Storia del Medioevo della stessa Facoltà. Nel 1924 fu eletto all'Accademia delle Iscrizioni e delle Belles-Lettres. Infine, col pensionamento, terminò l'insegnamento alla Sorbona, nel marzo 1937.
Deluso dai suoi primi anni di insegnamento, pubblicò nel 1912 sulla Grande revue un articolo molto critico dal titolo Dove va la Facoltà di Lettere di Parigi? (Où va la Faculté de Lettres de Paris?), dove sottolineava che gli studenti erano pochi di numero e rinunciavano a frequentare le lezioni. Additava come responsabile di questa situazione il ruolo esclusivo che nell'insegnamento rivestiva la preparazione alla licenza e al concorso dell'aggregazione. Inoltre sottolineava la deplorevole assenza di un seminario, vero centro di lavoro collettivo. La riforma del 1920 che istituì una laurea in storia con quattro certificati (tre di storia, suddivisi nelle sue tre sezioni tradizionali, e uno di geografia) permise di rinnovare il pubblico delle Facoltà di Lettere e soddisfò in parte le aspettative di Lot. D'altra parte, non potendo creare un seminario alla Sorbona, Lot invitò i suoi studenti alle sue lezioni all'École pratique des hautes études, alcune delle quali presero la forma di una sorta di seminario.

## Contributo alla storia del Medioevo
Iniziò col portare avanti i progetti avviati da Giry, ovvero la pubblicazione degli annali da un lato, dei diplomi dall'altro, dei sovrani carolingi che avevano regnato sulla Francia dall'840 al 987. Tuttavia, la pubblicazione dei diplomi di Carlo il Calvo fu affidata dall'Académie des Inscriptions et Belles-Lettres a un altro allievo di Giry, Maurice Prou. Quanto agli Annales, Giry, a partire dalla morte di Ludovico il Pio nell'840, aveva tenuto una serie di conferenze fino all'anno 865 ma non aveva lasciato note per un'eventuale pubblicazione. Quindi si dovette ricominciare da capo. Nelle sue lezioni all'École pratique des hautes études, Lot iniziò continuando ciò che era stato fatto da Giry e studiò, per tre anni, gli Annales dall'865 all'877. Ma, dal 1904 al 1905, tornò allo studio degli Annales per il periodo compreso tra l'840 e l'865. Per realizzare la stesura degli Annali aveva reclutato una squadra di collaboratori, perlopiù ex cartisti. Egli stesso pubblicò nel 1902 un frammento degli Annales corrispondente all'anno 866. Ma, dal 1906, si accorse che la maggior parte dei suoi collaboratori non gli aveva restituito il lavoro svolto. Il progetto era in pessime condizioni. Fortunatamente dal 1906 poté beneficiare della collaborazione di Louis Halphen, un giovane cartista che aveva appena trascorso due anni alla École française di Roma. Grazie a questo supporto, all'inizio del 1909 apparve il primo volume degli Annales dedicato al periodo 840-851 . Per la fine dell'anno fu annunciata la pubblicazione di un secondo volume dedicato al periodo 851–860. Non vide mai la luce, così come il terzo volume (860–877).
Rinunciando dopo il 1909 alla pubblicazione degli Annales di Carlo il Calvo, Lot si interessò ad argomenti diversi dall'erudizione carolingia. Era particolarmente interessato alla conquista della Gran Bretagna celtica da parte degli anglosassoni e alla storia dell'insediamento bretone in Armorica.
Pur continuando i suoi studi sull'epoca carolingia ed in particolare sui capitolari di Carlo il Calvo, Ferdinand Lot si avvicinò a nuovi temi di studio. Si interessò ai romanzi della Tavola Rotonda, pubblicando nel 1918 un acclamato Etude sur le Lancelot en prose, che ricevette il primo premio Gobert dall'Académie des Inscriptions et Belles-Lettres. Si interessò di demografia prima per il periodo carolingio dallo studio del polittico di Irminon, poi per il tardo medioevo, studiando lo stato dei fuochi del 1328. Fece anche un'incursione nel campo della finanza studiando con Robert Fawtier il primo bilancio della monarchia francese, il rendiconto del 1202 e 1203. In questo periodo pubblicò, nel 1927, una grande sintesi storica destinata al largo pubblico colto La fin du monde antique et le début du Moyen Âge.
Eletto all'Académie des Inscriptions et Belles-Lettres nel 1924, a Lot fu affidata la direzione per la Francia del progetto Nouveau Du Cange. Questo progetto, lanciato nel 1920 dall'Unione Internazionale delle Accademie con sede a Bruxelles, consisteva nella creazione di un nuovo dizionario di latino medievale in sostituzione del Glossarium mediae et infimae latinitatis di Charles du Fresne, sieur du Cange. In Francia, il progetto aveva accumulato un certo ritardo poiché era stato affidato a Henri Goelzer, professore di latino alla Sorbona, i cui studenti erano principalmente interessati al latino classico. È grazie a Lot che il progetto, per quanto riguarda la Francia, ha potuto essere realizzato.
Dopo il ritiro dall'università nel 1937, si dedicò alla scrittura di opere destinate al grande pubblico colto, Les invasions germaniques nel 1935, Les invasions barbares nel 1937, La France des origines à la guerre de Cent ans nel 1941, La Gaule nel 1947 e La Naissance de la France nel 1948. Allo stesso tempo, si avvicinò a nuovi campi di studio, come la storia militare e la storia urbana.

## Una visione della storia
Aveva una concezione altissima della storia in cui vedeva la memoria dell'umanità, una facoltà che differenzia la specie umana e le conferisce la sua suprema dignità. Per lui, l'essenza della storia è il cambiamento; degli " elementi di disturbo" possono così causare bruschi cambiamenti nella direzione della storia, come la conversione di Costantino. Condannò infatti il materialismo storico così come l'uso del termine " evoluzione " in ambito storico.
Emise un giudizio molto severo sulla storia romantica e in particolare su Augustin Thierry. Vi opponeva con una storia critica secondo i principi individuati da Charles Seignobos e Charles-Victor Langlois.
Secondo Lot, la storia è del tutto imprevedibile e un regime politico può morire vittima dei principi stessi che lo hanno ispirato. L'esempio caratteristico era il mondo carolingio: Carlo Magno sviluppò il vassallaggio per rafforzare il suo potere. Tuttavia, sotto i suoi successori, lo sviluppo del vassallaggio contribuì all'indebolimento della monarchia. Lot non esita a scrivere: “È una legge di natura che ogni regime scavi la propria fossa".
Se la storia è cambiamento, lo storico deve tuttavia tener conto di fondamenti permanenti. Lot, appassionato di etnologia in gioventù, diede un posto importante al problema della razza.

## Famiglia
Era il marito di Miropia, o Myrrha, Borodine (1882-1957), specialista nella ricerca del Graal. Abitava al piano dell'ex casa del chirurgo Antoine Petit al n. 53 rue Boucicaut a Fontenay-aux-Roses  . Morì nelle vicinanze, nella casa di cura di Mademoiselle Blanc al n. rue Jean-Jaurès. I due coniugi riposano nel cimitero di Fontenay-aux-Roses.

## Principali pubblicazioni
- Lothaire, Louis V, Charles de Lorraine (954-991), in Les derniers Carolingiens, collana Bibliothèque de l'École des hautes études. Sciences philologiques et historiques, n. 87, Paris, Librairie Émile Bouillon éditeur, 1891.
- (thèse présentée à la Faculté des lettres de l'Université de Nancy), in Études sur le règne d'Hugues Capet et la fin du Xe, collana Bibliothèque de l'École des hautes études. Sciences philologiques et historiques, n. 147, Paris, Librairie Émile Bouillon éditeur, 1903..

- Prix Gobert 1904 de l'Académie des inscriptions et belles-lettres.
- Mélanges d'histoire bretonne (VIe-XIe siècle), Paris, Honoré Champion, 1907.
- Études critiques sur l'abbaye de Saint-Wandrille, Paris, Librairie ancienne Honoré Champion, 1913.
- Études sur le Lancelot en prose, Paris, Librairie ancienne Honoré Champion, «Bibliothèque de l'école des hautes études publiée sous les auspices du ministère de l'instruction publique», fascicolo, 1918.

- Prix Gobert 1919 de l'Académie des inscriptions et belles-lettres.
- La Fin du monde antique et le début du Moyen Âge, La Renaissance du Livre, Paris, 1927. Réédité en 1968 aux éditions Albin Michel.
- L'impôt foncier et la capitation personnelle sous le bas-Empire et à l'époque franque, Paris, 1928.
- Les invasions germaniques, Payot, 1935. Réédité sous le titre Les Invasions barbares, Payot, Paris, 1937.
- La France, des origines à la guerre de cent ans, Paris, Gallimard, 1941.
- L'art militaire et les armées au Moyen Âge, Paris, 2 vol., 1946.
- La Gaule, Les fondements ethniques, sociaux et politiques de la nation française, Paris, Librairie Arthème Fayard, collection «Les grandes études historiques», 1947, 592p.
- Naissance de la France, collana Les grandes études historiques, Paris, Librairie Arthème Fayard, 1948..
- Recherches sur la population et la superficie des cités remontant à la période gallo-romaine, Paris, Honoré Champion, 3 parties en 4 vol., 1969-1973, XV-521 p., 611 p., 366 p.
- Recherches sur les effectifs des armées françaises des guerres d'Italie aux guerres de religion, 1494–1562, Paris, École Pratique des Hautes Études, 1962,  p. 865..